# Charles García
Charles Wayne García (Los Angeles, 13 ottobre 1988) è un cestista costaricano con cittadinanza beliziana, professionista nella NBDL, in Europa e in Asia.

## Palmarès
- Campione NBDL (2011)